# Acquamanile

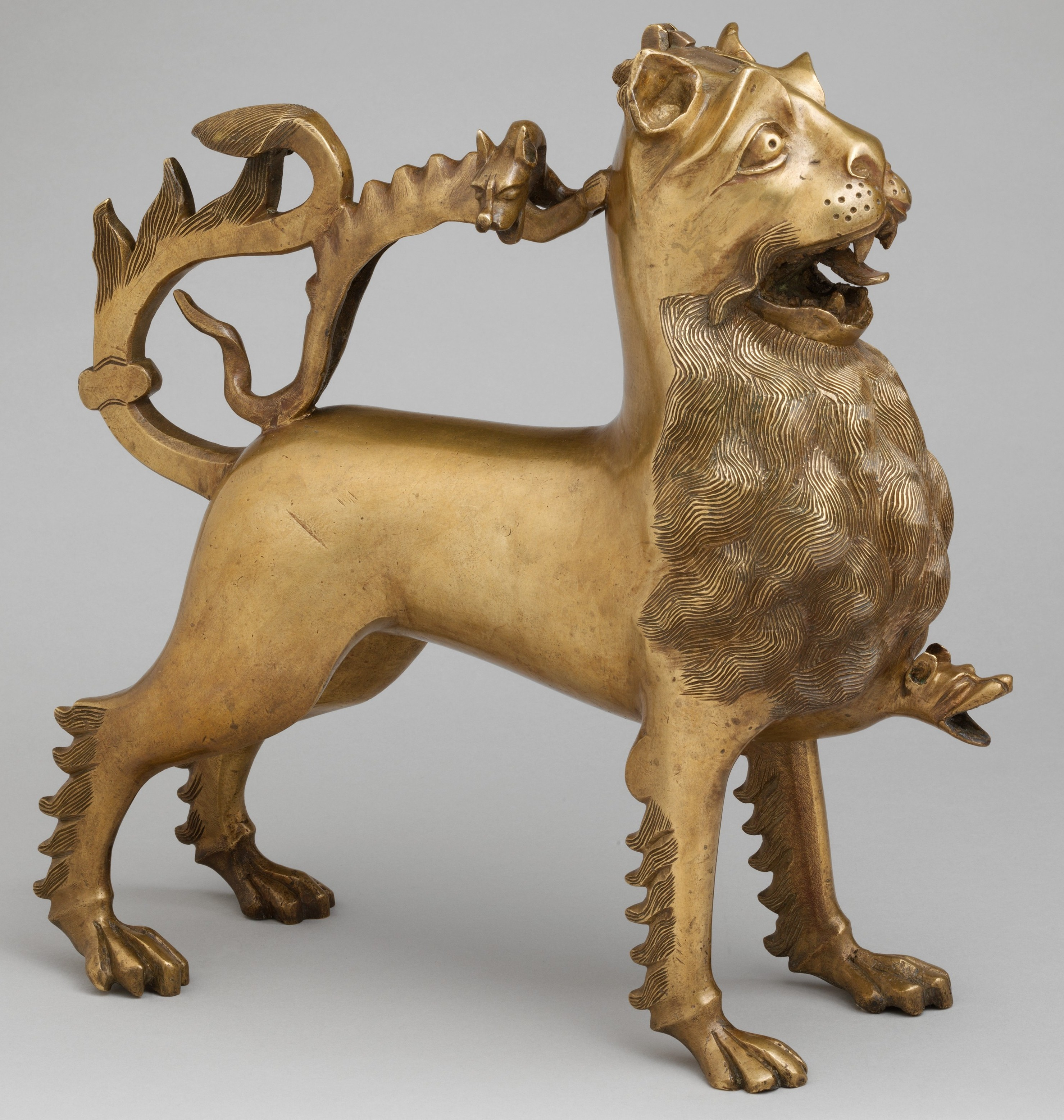
Acquamanile a forma di leone collocato presso il Metropolitan Museum of Art

Per aquamanile si intende un tipo di brocca di forma umana o animale, in metallo (ottone o bronzo) o più raramente di maiolica, usata dal Medioevo per il lavaggio delle mani dopo i pasti dei nobili o dei piedi durante la lavanda del giovedì santo.

## Islam

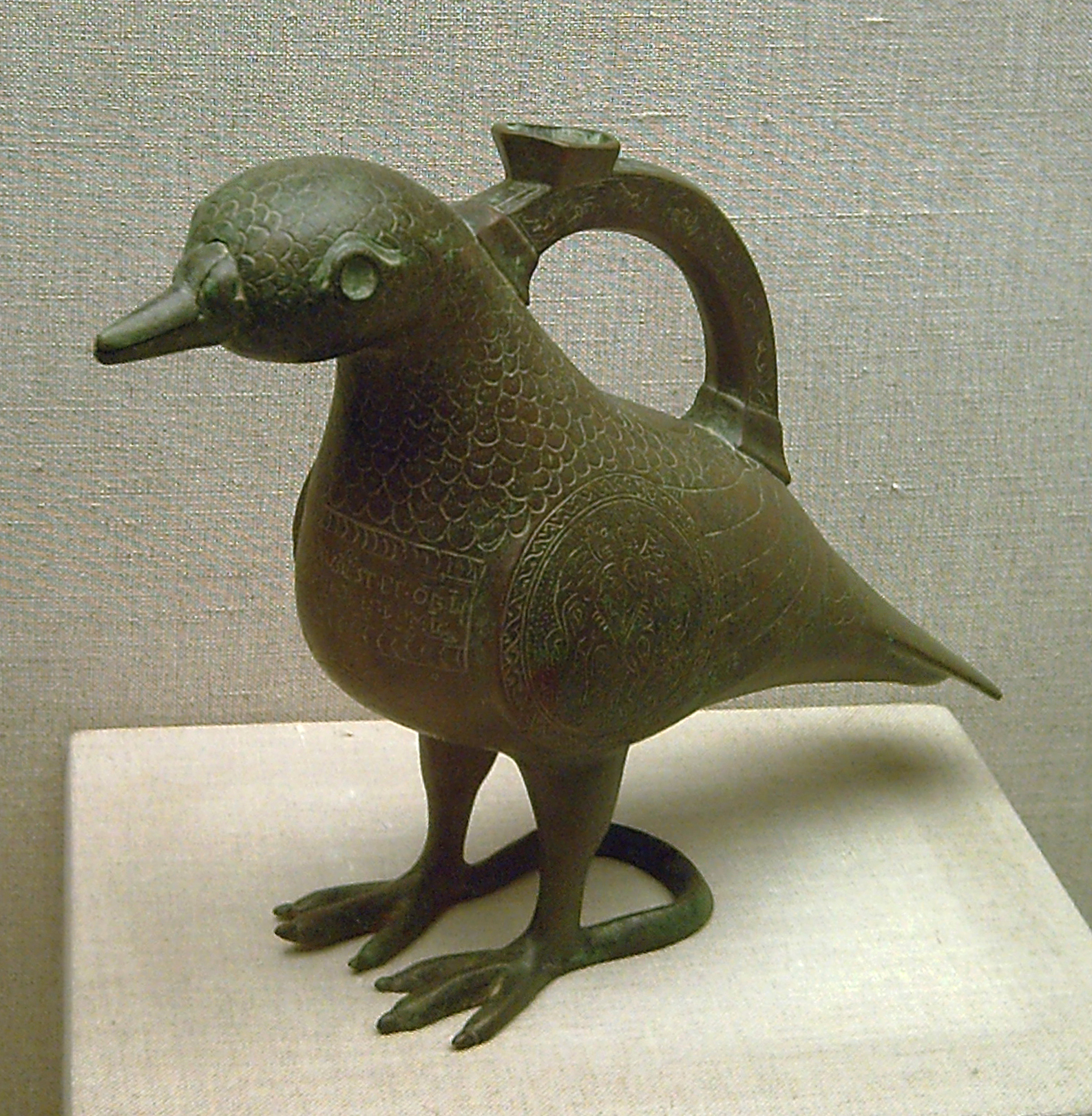
Acquamanile islamico collocato presso il Museo archeologico nazionale di Spagna

Gli acquamanili zoomorfi erano presenti in Persia tempo prima della loro diffusione in Europa. L'acquamanile iraniano del periodo abbaside a forma di aquila conservato all'Ermitage di San Pietroburgo è il primo oggetto di questo tipo rinvenuto. Il contenitore è fuso in bronzo, intarsiato con argento e rame e reca la data "180 AH/CE 796-797". Benché l'iscrizione non sembri dare indizi precisi sull'origine del manufatto, si pensa che venne realizzato in Iraq o in Siria a causa dell'elaborata tecnica di intarsi decorativi all'epoca conosciuti soltanto in quei territori. La presenza di un foro lascia supporre che fosse stato adottato anche come segnavento, anche se ciò non sia confermato.
Sempre presso l'Ermitage è presente un acquamanile islamico, tra i più recenti oggi pervenutici, raffigurante uno zebù e un vitello, proveniente dal Khorasan e datato 1206. Questo oggetto è anche un raro esempio di automa islamico, in quanto i finimenti e le briglie (oggi perduti) erano mobili, così come la coda, e la campana avvolta intorno al suo collo avrebbe suonato quando qualcuno vi versava un liquido. Il simbolismo del giovane leone in cima all'acquamanile è stato oggetto di dibattito: secondo alcuni esso starebbe aggredendo lo zebù; altri sono dell'idea che lo stia allattando; secondo il parere di terzi, il felino sarebbe un'allegoria della salita al potere del mitico re Farīdūn, un allevatore di bestiame asceso al trono in giovane età.
Sebbene nell'Islam la legge proibisca l'uso di raffigurazioni di animali in contesti religiosi e sopravvivano tutt'oggi pochi acquamanili realizzati nei territori islamici, si presume che tali manufatti fossero oggetti di uso comune. L'iscrizione sullo zebù e sul vitello di Khorasan afferma che fosse stato "fuso in uno", ovvero usando la tecnica della cera persa. La complessità del pezzo suggerisce che gli artigiani avessero compiuto la stessa procedura su altri oggetti più e più volte. Le aquamanili venivano spesso commissionate dall'emergente classe medio-alta islamica per sfoggiare la sua ricchezza. Nonostante la loro unicità e rarità, gli acquamanili islamici sono stati oggetto di pochi studi.
Gli acquamanili dei territori islamici settentrionali hanno probabilmente ispirato quelli a forma di leopardo impiegati durante i rituali di corte in Benin. Uno di questi esemplari risale al diciottesimo secolo ed è esposto nel Minneapolis Institute of Arts.

## Europa

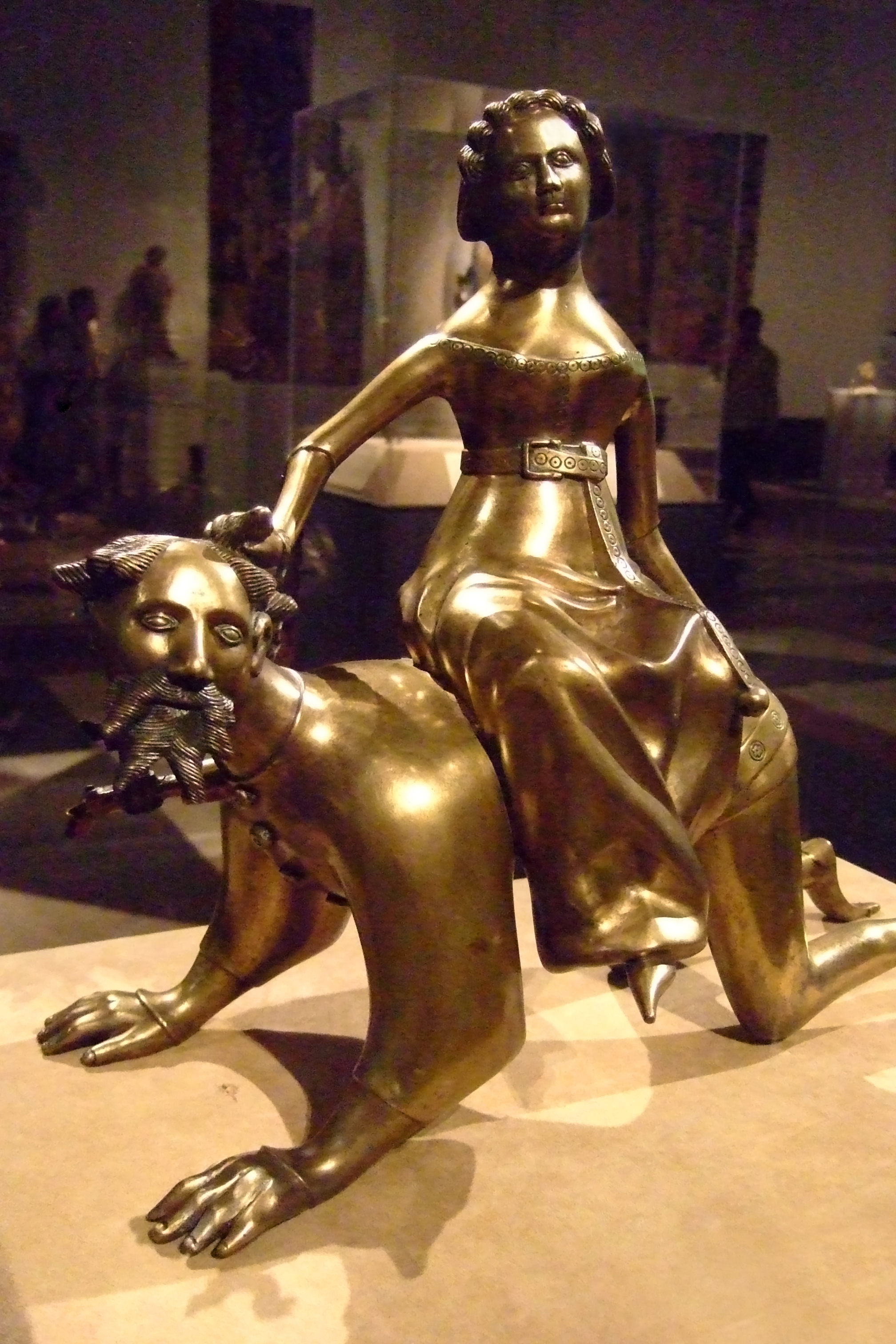
Acquamanile raffigurante Aristotele e Filide collocato presso il Metropolitan Museum

Benché, nella sfera politica del Medioevo, i legami culturali tra l'impero bizantino e quello sasanide fossero tutto fuorché pacifici, questi portarono alla diffusione degli acquamanili nel mondo cristiano mediterraneo. Gli acquamanili si diffusero nel vecchio continente a partire dal XII secolo e si trattava di brocche o catini usati dai sacerdoti per lavarsi le mani prima del rito della vestizione, prima della consacrazione dell'Eucaristia e dopo la messa. All'epoca si preferiva usare degli acquamanili in metallo che in materiali più delicati quali la ceramica. Gli acquamanili mosani venivano creati usando della lega di ottone ricoperta con una tinta argentea nota come dinanderie (dal centro della sua manifattura, che si trovava nella regione di Dinant) avevano spesso motivi decorativi fantastici e zoomorfi, vincolati soltanto dal fatto che l'apertura del beccuccio fosse sufficientemente grande per versare il liquido che dovevano contenere. La Chiesa disponeva di acquamanili in argento o rame dorato. Tuttavia la grande maggioranza degli esempi sopravvissuti sono in metalli di base che non valeva la pena fondere.
Oltre a essere posti sugli altari, gli acquamanili potevano essere ritrovati nelle tavole delle abitazioni degli uomini potenti. Questi acquamanili avevano un'iconografia essenzialmente laica e presentavano immagini stravaganti di animali simbolici o fantastici come, ad esempio, i leoni, che erano un tipo di soggetto particolarmente apprezzato. Un acquamanile in oro, databile intorno al 1215, nel tesoro della cattedrale di Aquisgrana, assume la forma di un busto maschile ed è uno dei rari esempi oggi pervenutici di recipienti di questo tipo realizzati usando un metallo prezioso. Presso il Metropolitan Museum è presente un acquamanile, di natura più moralistica e canzonatoria, raffigurante Aristotele a carponi mentre viene cavalcato da Filide.
Sebbene, a partire dal Rinascimento si fossero iniziate a preferire le brocche con motivi elaborati ai contenitori dalle forme zoomorfe, si continuò a produrre degli acquamanili o brocche che raffigurano soggetti fantastici. Uno degli ultimi esemplari di cui si è a conoscenza venne acquistato nel Settecento per il tesoro della basilica di Saint-Denis e venduto nel 1798, e raffigurava un uomo a cavallo in argento dorato su un supporto. La sua esistenza è confermata da un'incisione di André Félibien.